# System 2 (Namco)
Pour les articles homonymes, voir System 2.
Le System 2 (et le System 2 Derivate) est un système d'arcade destiné aux salles d'arcade, créé par la société Namco à la fin de l'année 1987. C'est une amélioration technique du System 1 sortit la même année.

## Description
Le System 2 s'articule autour de deux Motorola 68000. Un Hitachi HD63705 sert de mcu et une puce Namco C68 est également intégrée sur certaines pcb. Le son est géré par un Motorola M6809. Le son utilise également une puce Yamaha YM2151, et une puce Namco C140 de 24 canaux stéréo PCM,.
Les pcb étaient constituées de deux cartes, une supportant les processeurs et l'autre supportant les roms graphiques (la pcb vidéo a connu trois révisions). Cette deuxième carte différait et pouvait être plus ou moins performante suivant les jeux. Cela permettait une bonne adaptation aux besoins des jeux et donc à certains jeux, plus gourmand de pouvoir tourner sans problème ou d'adapter les puces ou roms aux besoins particuliers. Le system 2 est techniquement puissant et très flexible.
Final Lap est le premier jeu à sortir sur une version du système appelé System 2 Derivate, c'est la première version de ce système qui a vu le jour. Il est quasiment identique au System 2. L'année suivante, un grand nombre de jeux sortent sur System 2 comme Assault, Assault Plus, Ordyne, Metal Hawk, Mirai Ninja et Phelios. En 1989 sortent sur System 2 Valkyrie No Densetsu, Dirt Fox, Finest Hour, Burning Force, Four Trax et Marvel Land, ce qui n'empêchera en parallèle pas des sorties de jeux sur le System 1, moins puissant.

## Spécifications techniques

### Processeurs
- Processeur principal : Motorola 68000 cadencé à 12,288 MHz
- Processeur secondaire : Motorola 68000 cadencé à 12,288 MHz
- MCU : Hitachi HD68705 cadencé à 2,048 MHz

### Vidéo
- Résolution :
  - 288 × 224
  - 224×288
- Affichage de fenêtre à taille variable
- 24-bit RGB palette
- 3 scrolling 512 × 512 tilemap layers (64 × 64 characters)
- 1 scrolling 512 × 256 tilemap layer (64 × 32 characters)
- 2 fixed 288 × 224 tilemap layers (36 × 28 characters)
- 1 fixed rotate/zoom tilemap layer
- Roadway generator (Jeux de conduite seulement)
- 127 sprites à taille variable(jusqu'à 64 × 64) affichés en une seule fois

### Audio
- Processeur sonore : Motorola 6809 cadencé à 3,072 MHz
- Yamaha YM2151 FM cadencé à 3,579 58 MHz
- Namco Custom C140 24-channel stéréo PCM cadencé à 0,021 333 MHz
- Capacité audio : Stéréo

## Liste des jeux
| Titre                    | Développeur | Éditeur | Système             | Genre            | Date |
| ------------------------ | ----------- | ------- | ------------------- | ---------------- | ---- |
| Assault                  | Namco       | Namco   | System 2            |                  | 1988 |
| Assault Plus             | Namco       | Namco   | System 2            |                  | 1988 |
| Bubble Trouble           | Namco       | Namco   | System 2            |                  | 1992 |
| Burning Force            | Namco       | Namco   | System 2            | TPS              | 1989 |
| Cosmo Gang the Video     | Namco       | Namco   | System 2            |                  | 1991 |
| Dirt Fox                 | Namco       | Namco   | System 2            |                  | 1989 |
| Dragon Saber             | Namco       | Namco   | System 2            |                  | 1990 |
| Final Lap                | Namco       | Namco   | System 2 Derivative | Course           | 1987 |
| Final Lap 2              | Namco       | Namco   | System 2 Derivative | Course           | 1990 |
| Final Lap 3              | Namco       | Namco   | System 2 Derivative | Course           | 1992 |
| Finest Hour              | Namco       | Namco   | System 2            |                  | 1989 |
| Four Trax                | Namco       | Namco   | System 2 Derivative |                  | 1989 |
| Golly! Ghost!            | Namco       | Namco   | System 2            |                  | 1990 |
| Golly! Ghost! 2          | Namco       | Namco   | System 2            |                  | 1991 |
| Kyūkai Dōchūki           | Namco       | Namco   | System 2            | Sport : baseball | 1990 |
| Lucky & Wild             | Namco       | Namco   | System 2 Derivative |                  | 1992 |
| Marvel Land              | Namco       | Namco   | System 2            | Plates-formes    | 1989 |
| Metal Hawk               | Namco       | Namco   | System 2            |                  | 1988 |
| Mirai Ninja              | Namco       | Namco   | System 2            |                  | 1988 |
| Ordyne                   | Namco       | Namco   | System 2            |                  | 1988 |
| Phelios                  | Namco       | Namco   | System 2            | shoot 'em up     | 1988 |
| Rolling Thunder 2        | Namco       | Namco   | System 2            | Run and Gun      | 1990 |
| Steel Gunner             | Namco       | Namco   | System 2            | Rail shooter     | 1990 |
| Steel Gunner 2           | Namco       | Namco   | System 2            | Rail shooter     | 1991 |
| Super World Stadium (en) | Namco       | Namco   | System 2            | Sport : baseball | 1991 |
| Super World Stadium '92  | Namco       | Namco   | System 2            | Sport : baseball | 1992 |
| Super World Stadium '93  | Namco       | Namco   | System 2            | Sport : baseball | 1993 |
| Suzuka 8 Hours           | Namco       | Namco   | System 2 Derivative | Course : moto    | 1992 |
| Suzuka 8 Hours 2         | Namco       | Namco   | System 2 Derivative | Course : moto    | 1993 |
| Valkyrie No Densetsu     | Namco       | Namco   | System 2            |                  | 1989 |